# Der Umblätterer
Der Umblätterer (« Le Tourneur de Pages ») est un site web littéraire allemand.

## Histoire
L’Umblätterer (en allemand « Feuilleton ») porte un regard critique sur les rubriques culturelles de journaux allemands et européens. Dans le cadre du projet sont publiés de cours articles littéraires dans le style de journalistes des années 1920 (Walter Benjamin, Franz Hessel, Kurt Tucholsky etc.). Les auteurs résident essentiellement à Leipzig, Berlin, Hambourg, Paris, Londres, Barcelone, Saint-Pétersbourg et Constance.
En 2010, l’Umblätterer est nommé pour le prix Grimme Online Award, que l’Institut Adolf Grimme de Marl décerne depuis 2001.

## Rubriques
L’Umblätterer publie plusieurs rubriques comme :
- Regionalzeitung (« presse régionale »), une collection de formules toutes faites tirés de journaux locaux ;
- Vossianische Antonomasien (« antonomases vossianiques », du nom de l’humaniste Vossius), une collection d’antonomases du nom propre pour un autre nom propre relevées dans la presse germanophone ;
- Kaffeehaus des Monats (« le Café du mois ») ;
- une série de commentaires d’extraits des Bienveillantes de Jonathan Littell ;
- un répertoire commenté des films de Joel et Ethan Coen, de séries télévisées nord-américaines comme Lost ou Curb Your Enthusiasm, ou encore du vidéoblogue de Matthias Matussek.

Le style de l’Umblätterer se démarque de tout projet de vulgarisation. Bien au contraire, comme le dit le jury de l’institut Adolf Grimme : « On y trouve des allusions et des références, voire des billets entiers, que seuls comprennent les lecteurs réguliers de la presse. »
La série Livres de 100 pages propose « un canon des livres d’environ 100 pages » : entre en ligne de compte tout texte en prose, publié sous forme de volume séparé, comprenant entre 100 000 et 225 000 signes. Les auteurs du projet s’inspirent des idées d’Arno Schmidt, Hans Magnus Enzensberger ou encore Italo Calvino, et utilisent (comme ils le prétendent dans leur avant-propos) les méthodes de la recherche quantitative sur la littérature. En mars 2014, l’Umblätterer avait référencé 400 titres, dont plus du quart ont déjà fait l’objet d’un examen critique, entre autres L’étrange histoire de Peter Schlemihl d’Adelbert von Chamisso, Les Nuits blanches de Dostoïevski, L’Amant de Marguerite Duras, Michael Kohlhaas de Heinrich von Kleist, De Viris illustribus de l’abbé Lhomond, La Mort à Venise de Thomas Mann, Ecce homo de Friedrich Nietzsche, Le Banquet de Platon, Bruges-la-Morte de Georges Rodenbach, La Nouvelle rêvée de Schnitzler, Candide de Voltaire.
Dans un article consacré au blog de Pierre Assouline La République des livres (« une approche allemande du phénomène “Passou” »), l’Umblätterer reproche au critique français de ne s’intéresser à la littérature allemande que jusqu’au Groupe 47. Assouline a en réponse justifié ce choix : « l’actualité éditoriale m’y pousse ».

## «La taupe d’or»
L’Umblätterer décerne chaque année, le deuxième mardi de janvier, le prix de la « taupe d’or » (« Goldener Maulwurf ») aux dix meilleurs articles parus dans la presse germanophone. Selon le quotidien autrichien Die Presse, il s’agit de « la nuit des Oscars du Feuilleton ».
Les articles suivants ont reçu le premier prix :
| Année | Journaliste et organe de presse                            | Titre de l’article primé                                                                    |
| ----- | ---------------------------------------------------------- | ------------------------------------------------------------------------------------------- |
| 2005  | Stephan Maus (Süddeutsche Zeitung)                         | « Beim nächsten Glas wird alles besser » (« Au prochain verre, tout s’arrangera »)          |
| 2006  | Mariusz Szczygieł (Die Presse)                             | « Das Handwerk des Lebens » (« L’artisanat de vivre »)                                      |
| 2007  | Renate Meinhof (Süddeutsche Zeitung)                       | « Parkett links, Reihe 16, Platz 9 » (« 16ème rang de l’orchestre à gauche, fauteuil n°9 ») |
| 2008  | Iris Radisch (Die Zeit)                                    | « Am Anfang steht ein Missverständnis » (« Ça commence par un malentendu »)                 |
| 2009  | Maxim Biller (Frankfurter Allgemeine Sonntagszeitung)      | « Deutsche deprimierende Republik » (« République Déprimante Allemande »)                   |
| 2010  | Christopher Schmidt (Süddeutsche Zeitung)                  | « Papalapapp » (« Saperlipapa »)                                                            |
| 2011  | Marcus Jauer (Frankfurter Allgemeine Zeitung)              | « Tor in Fukushima! » (« But à Fukushima ! »)                                               |
| 2012  | Volker Weidermann (Frankfurter Allgemeine Sonntagszeitung) | « Wo wäre Günter Grass ohne Griechenland? » (« Où en serait Günter Grass sans la Grêce ? ») |
| 2013  | Özlem Gezer (Der Spiegel)                                  | « Die Liebe seines Lebens » (« L’amour de sa vie »)                                         |
| 2014  | Edwin Baumgartner (Wiener Zeitung)                         | « Späte Kriegsgewinnler » (« Tardifs profiteurs de guerre »)                                |
| 2015  | Fabian Wolff (Die Zeit)                                    | « Oh, Tolstoi ist im Fernsehen » (« Oh, Tolstoï est à la télé »)                            |